# 平沼家
平沼家（ひらぬまけ）は、武家・士族・華族だった日本の家。江戸時代には津山藩士だった家系で、大正時代末期に平沼騏一郎の勲功により華族の男爵家に列した。

## 歴史

### 出自
平沼騏一郎は美作国津山藩士平沼晋の次男として生まれた。1900年（明治33年）発刊の『日本現今人名辞典』（日本現今人名辞典発行所）は、平沼淑郎（平沼騏一郎の兄）の項目の中で平沼家の先祖について「其先詳ならず八代の祖織右衛門延良駿府與力たり弓術に長ず享保中津山藩の士籍に列す。」と記している。

### 明治時代
騏一郎は東京帝国大学法学部を卒業後、1888年（明治21年）から司法省に勤務し、判事・検事を経て1905年（明治38年）に大審院検事に就任。「司法省民刑局長」・「刑事局長」などを歴任し、1911年（明治44年）に司法次官に就任。

### 大正時代
1912年（大正元年）に検事総長、1921年（大正10年）に大審院院長となる。1923年（大正12年）には第2次山本内閣に司法大臣として入閣。ついで貴族院議員や枢密院副議長などを務め、1926年（大正15年）10月28日に華族の男爵に叙せられた。

### 昭和時代
1936年（昭和11年）に枢密院議長を経て、1939年（昭和14年）には内閣総理大臣に就任した。日独軍事同盟の成立に苦心していたが、独ソ不可侵条約の締結に「欧州の天地は複雑怪奇なる新情勢を生じた。」との声明を残して総辞職した。その後第2次近衛内閣に国務大臣・内務大臣、第3次近衛内閣に国務大臣として入閣。昭和時代前期に平沼男爵家の住居は東京市淀橋区西大久保にあった。
戦後の極東国際軍事裁判においてA級戦犯として終身禁錮刑に処され、1952年（昭和27年）8月に服役中に死去した。終生にわたり独身だった。
早稲田大学学長の法学博士平沼淑郎は、騏一郎の兄である。淑郎の孫娘と結婚した実業家中川恭四郎（平沼恭四郎）の長男平沼赳夫が騏一郎の養子となって平沼家を相続。

### 平成時代
赳夫は1980年（昭和55年）以来、衆議院議員に12回当選。その間、自民党議員として、1995年（平成7年）に村山改造内閣で運輸大臣として初入閣し、ついで2000年（平成12年）に第2次森内閣で通商産業大臣（省庁再編で2001年（平成13年）に初代経済産業大臣）、同年の第1次小泉内閣と2002年（平成14年）の同第1次小泉改造内閣でも経済産業大臣を務めた。
しかし2005年（平成17年）の郵政選挙で郵政民営化に反対して自民党の公認を得られず、無所属議員となる。その後「たちあがれ日本」・「太陽の党」・「日本維新の会」・「次世代の党」などに属して野党議員を務めた後、2017年（平成29年）の総選挙に出馬せず政界を引退した。
平成時代前期の平沼家の住居は岡山県岡山市伊福町にあった。

### 令和時代
赳夫の次男である平沼正二郎も、父と同じ岡山県第3区から無所属で出馬して2021年（令和3年）の総選挙で衆議院議員に初当選を果たした。同年に自民党に入党した。

## 系図
実線は実子、点線（縦）は養子。系図は『平成新修旧華族家系大成 下巻』に準拠。
| 平沼晋 |        |        |        |        |        |  |  |      |      |      |      |      |      |  |  |        |        |        |        |        |        |  |  |  |  |  |  |  |  |  |  |  |  |
|        |        |        |        |        |        |  |  |      |      |      |      |      |      |  |  |        |        |        |        |        |        |  |  |  |  |  |  |  |  |  |  |  |  |
|        |        |        |        |        |        |  |  |      |      |      |      |      |      |  |  |        |        |        |        |        |        |  |  |  |  |  |  |  |  |  |  |  |  |
| 騏一郎 | 騏一郎 | 騏一郎 | 騏一郎 | 騏一郎 | 騏一郎 |  |  | 淑郎 | 淑郎 | 淑郎 | 淑郎 | 淑郎 | 淑郎 |  |  | シナ   | シナ   | シナ   | シナ   | シナ   | シナ   |  |  |  |  |  |  |  |  |  |  |  |  |
| 騏一郎 | 騏一郎 | 騏一郎 | 騏一郎 | 騏一郎 | 騏一郎 |  |  | 淑郎 | 淑郎 | 淑郎 | 淑郎 | 淑郎 | 淑郎 |  |  | シナ   | シナ   | シナ   | シナ   | シナ   | シナ   |  |  |  |  |  |  |  |  |  |  |  |  |
| 赳夫   |        |        |        |        |        |  |  |      |      |      |      |      |      |  |  |        |        |        |        |        |        |  |  |  |  |  |  |  |  |  |  |  |  |
|        |        |        |        |        |        |  |  |      |      |      |      |      |      |  |  |        |        |        |        |        |        |  |  |  |  |  |  |  |  |  |  |  |  |
|        |        |        |        |        |        |  |  |      |      |      |      |      |      |  |  |        |        |        |        |        |        |  |  |  |  |  |  |  |  |  |  |  |  |
| 慶一郎 | 慶一郎 | 慶一郎 | 慶一郎 | 慶一郎 | 慶一郎 |  |  | 廣子 | 廣子 | 廣子 | 廣子 | 廣子 | 廣子 |  |  | 正二郎 | 正二郎 | 正二郎 | 正二郎 | 正二郎 | 正二郎 |  |  |  |  |  |  |  |  |  |  |  |  |

### 系譜注
1. ↑  平沼恭四郎の長男。